# Club Deportivo Laredo
El Club Deportivo Laredo es un club de fútbol de Laredo (Cantabria), España, actualmente milita en la Segunda Federación. Fue fundado en mayo de 1927 y el color que identifica al club es el rojo, color que lleva en su camiseta. Desde septiembre de 1927 juega como local en el estadio San Lorenzo, de propiedad municipal, y con capacidad para 3000 espectadores. Es conocido popularmente como el Charles a causa de su denominación original: Sociedad Deportiva Charlestón. Cuenta en su palmarés con cuatro ligas de Tercera División.

## Historia

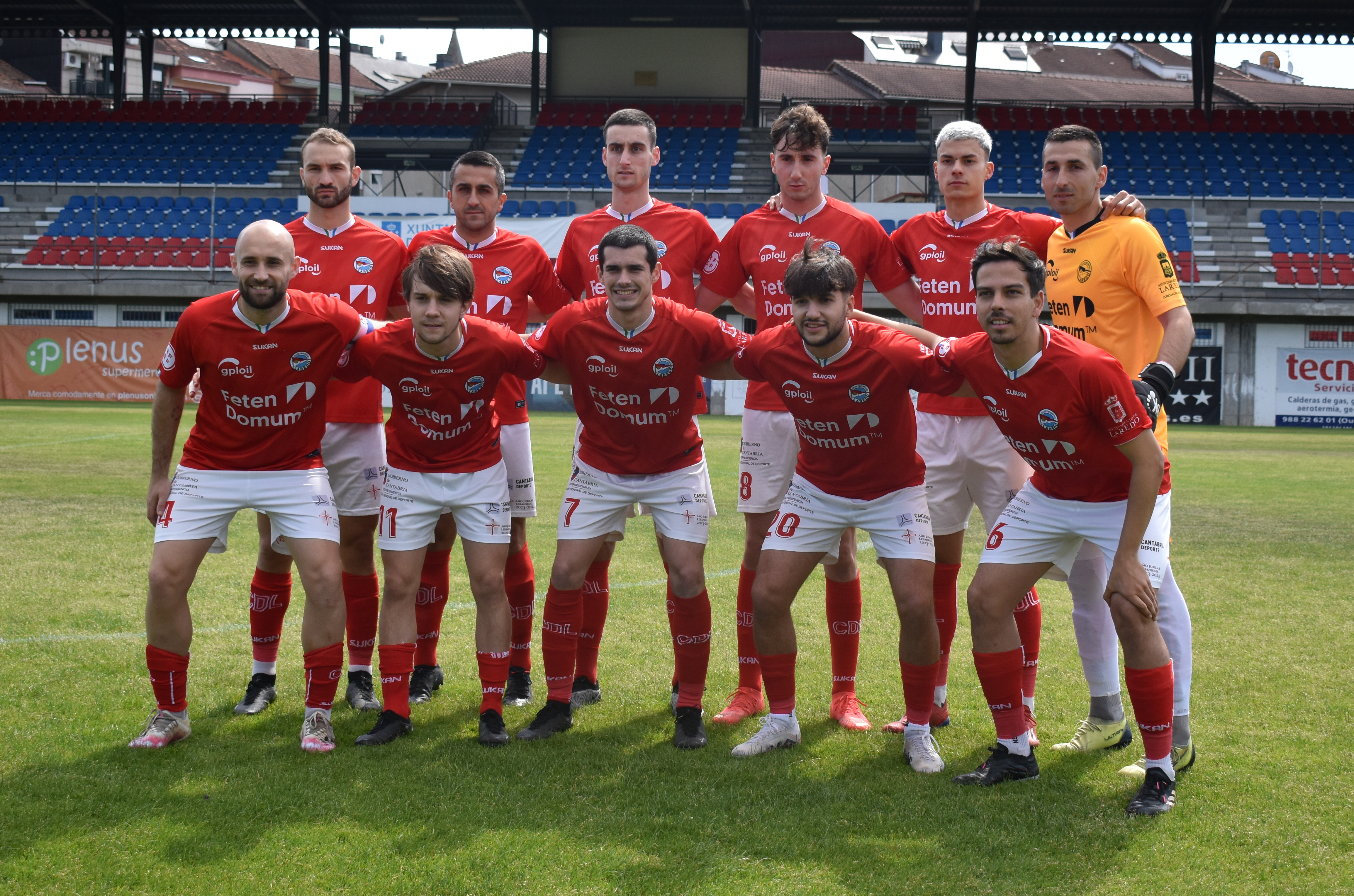
CD Laredo 2022-23.

En Laredo se vive la pasión del fútbol desde 1918, cuando se fundó el Olimpia. Sin embargo, los problemas económicos del Club le llevaron a resurgir de sus propias cenizas, allá por 1927. Entonces un grupo de amigos decidió que solo quería pasarlo bien con un balón en los pies. Con mucha ilusión y esfuerzo, se formaba el equipo y con el nombre de Sociedad Deportiva Charlestón. 
En 1932, el club ganó la final regional contra el Madrid de Santander (equipo de reserva de carreras). Ese fue un gran éxito al comienzo de su historia. 
Después de la Guerra Civil, debido a una Orden que fue aprobada el 16 de mayo de 1940, el Consejo Nacional de Deportes prohíbe el uso de palabras extranjeras en los nombres de los clubes de fútbol, la denominación oficial del equipo cambió a Sociedad Deportiva Laredo.
En 1987, el club ascendió por primera vez a Segunda División B. Pero el club volvió a descender a Tercera División  tan solo un año después.
Desde 1990, el Club Deportivo Laredo ha jugado de forma interrumpida en Tercera División, ganando el Campeonato de Liga en tres ocasiones:
- La temporada 2014-15
- La temporada 2015-16
- La temporada 2019-20

Que se unen al título obtenido en la temporada 1988-89.
En la temporada 2019-20, solo se disputaron 28 de los 38 partidos de la temporada, debido a la pandemia de COVID-19 que paralizó el país desde el 15 de marzo de 2020.
El 25 de mayo de 2020 se resolvieron los expedientes de resolución de la temporada, nombrando al C. D. Laredo oficialmente campeón de Liga y determinando que participará en la promoción de ascenso junto a la Real Sociedad Gimnástica de Torrelavega, Rayo Cantabria y Club Deportivo Tropezón.
La promoción de ascenso se disputó en Sarón, Los resultados fueron: C. D. Laredo 3 - C. D. Tropezón 1 y C. D. Laredo 2 - Gimnástica de Torrelavega 0
La temporada 2020-21, el club participó en la Segunda División B, por tercera vez en la historia.

## Denominaciones
- Sociedad Deportiva Charlestón Foot-ball Club: (1927-31) Nombre oficial en su fundación, siendo un homenaje al baile de moda en aquella época.[7]
- Sociedad Deportiva Laredo Foot-ball Club: (1931-41) En octubre de 1931 S.D. Charlestón F.C. y Deportivo Laredo F.C. quedaron fusionados en una sola entidad..
- Club Deportivo Laredo: (1941-) Nombre que conserva en la actualidad.

## Uniforme
- Primer uniforme: Camiseta roja, pantalón blanco y medias rojas.

|  |

- Segundo uniforme: Camiseta negra con patrón verde, pantalón negro y medias negras.

|  |

- Tercer uniforme: Camiseta amarilla con mangas negras, pantalón amarillo y medias amarillas.

|  |

### Evolución histórica uniforme titular
| 1927 | 1932 | 1945 | 1951 | 1962 | 1972 |

| 1988 | 1991 | 2003 | 2013 | 2019 | 2020 |

### Evolución histórica uniforme alternativo
Van variando según la temporada, los siguientes son unos ejemplos:
|  |  |  |

### Indumentaria y patrocinador
| Periodo   | Proveedor |
| --------- | --------- |
| 2020-2024 | Sukan     |
| 2024-     | Screek    |

| Periodo   | Patrocinador |
| --------- | ------------ |
| 2018-2024 | Feten Domun  |
| 2024-     | Grupo Incera |

## Estadio
- El Club Deportivo Laredo juega sus partidos en el Estadio San Lorenzo desde septiembre de 1927 y se encuentra en la calle Duque de Ahumada, S/N. El terreno de juego es de hierba natural,[12] y tiene una capacidad para aproximadamente 3000 espectadores (sentados y de pie).

### Estadios históricos
- Campo de Sport de San Lorenzo (1927-1931).[13]

## Datos del club
- Temporadas en 1ª: 0
- Temporadas en 2ª: 0
- Temporadas en Segunda B: 3 (1987-88, 1989-90 y 2020-21
- Temporadas en Segunda Federación: 2 (2021-22 y 2022-23)
  - Más temporadas consecutivas en Segunda B: 3
  - Puesto más repetido en Segunda B: 17-º (2 veces, (temporadas 1987-88, 1989-90)
  - Mejor puesto en Segunda B: 17.º (temporadas 1987-88, 1989-90)
  - Peor puesto en Segunda B: 17.º (temporadas 1987-88, 1989-90)
- Temporadas en Tercera División: 49 (1954-55, 1956-57, 1959-60 a 1962-63, 1964-65 a 1966-67, 1969-70, 1972-73, 1975-76, 1976-77, 1983-84 a 1986-87, 1988-89, 1990-91 a 2019-20, 2023-2024)
  - Más temporadas consecutivas en Tercera División: 30 (1990-2020)
  - Mejor puesto en Tercera División: 1.º (temporadas 1988-89, 2014-15, 2015-16 y 2019-20)
  - Peor puesto en Tercera División: 20.º (temporada 1976-77)
- Temporadas en Preferente: 6
- Temporadas en Regional: 36
- Temporadas sin competir (Guerra Civil Española): 3
- Temporadas en Copa del Rey: 14 (incluyendo la 2020-21)[14]
  - Mejor clasificación en Copa del Rey: 3.ª Ronda (temporadas 1992-93, 2015-16)
- Temporadas en Copa Real Federación Española de Fútbol: 1 (temporada 2013-14)
- Puesto actual en la Clasificación histórica de Segunda División B: 285 (Actualizado hasta temporada 2022-23)
- Puesto actual en la Clasificación histórica de Tercera División: 18 (Actualizado hasta temporada 2018-19)

## Trayectoria
| Temporada   | Nivel | Categoría    | Puesto | Copa del Rey  |
| ----------- | ----- | ------------ | ------ | ------------- |
| 1928 a 1954 | 4.º   | Regional     | —      |               |
| 1954-55     | 3.º   | 3.ª División | 3.º    |               |
| 1955-56     | 4.º   | Regional     | 1.º    |               |
| 1956-57     | 3.º   | 3.ª División | 15.º   |               |
| 1957-58     | 4-º   | Regional     | —      |               |
| 1958-59     | 4.º   | Regional     | —      |               |
| 1959-60     | 3.º   | 3.ª División | 14.º   |               |
| 1960-61     | 3.º   | 3.ª División | 4.º    |               |
| 1961-62     | 3.º   | 3.ª División | 10.º   |               |
| 1962-63     | 3.º   | 3.ª División | 13.º   |               |
| 1963-64     | 4.º   | Regional     | 1.º    |               |
| 1964-65     | 3.º   | 3.ª División | 6.º    |               |
| 1965-66     | 3.º   | 3.ª División | 6.º    |               |
| 1966-67     | 3.º   | 3.ª División | 16.º   |               |
| 1967-68     | 4.º   | Regional     | —      |               |
| 1968-69     | 4.º   | Regional     | 1.º    |               |
| 1969-70     | 3.º   | 3.ª División | 17.º   | Primera Ronda |
| 1970-71     | 4.º   | Regional     | —      |               |
| 1971-72     | 4.º   | Regional     | 1.º    |               |
| 1972-73     | 3.º   | 3.ª División | 16.º   | Segunda ronda |
| 1973-74     | 4.º   | Regional     | —      |               |
| 1974-75     | 4.º   | Regional     | 1.º    |               |
| 1975-76     | 3.º   | 3.ª División | 14.º   | Segunda ronda |
| 1976-77     | 3.º   | 3.ª División | 20.º   | Primera Ronda |
| 1977 a 1983 | 5.º   | Preferente   | —      |               |
| 1983-84     | 4.º   | 3.ª División | 8.º    |               |
| 1984-85     | 4.º   | 3.ª División | 15.º   |               |
| 1985-86     | 4.º   | 3.ª División | 5.º    |               |
| 1986-87     | 4.º   | 3.ª División | 3.º    | Primera Ronda |
| 1987-88     | 3.º   | Segunda B    | 17.º   | Primera Ronda |
| 1988-89     | 4.º   | 3.ª División | 1.º    | Primera Ronda |
| 1989-90     | 3.º   | Segunda B    | 17.º   |               |
| 1990-91     | 4.º   | 3.ª División | 2.º    | Segunda Ronda |
| 1991-92     | 4.º   | 3.ª División | 3.º    | Primera Ronda |
| 1992-93     | 4.º   | 3.ª División | 3.º    | Tercera Ronda |
| 1993-94     | 4.º   | 3.ª División | 3.º    |               |
| 1994-95     | 4.º   | 3.ª División | 6.º    |               |
| 1995-96     | 4.º   | 3.ª División | 13.º   |               |
| 1996-97     | 4.º   | 3.ª División | 12.º   |               |
| 1997-98     | 4.º   | 3.ª División | 13.º   |               |
| 1998-99     | 4.º   | 3.ª División | 11.º   |               |
| 1999-2000   | 4.º   | 3.ª División | 11.º   |               |

| Temporada | Nivel | Categoría         | Puesto | Copa del Rey  |  |
| --------- | ----- | ----------------- | ------ | ------------- |  |
| 2000-01   | 4.º   | 3.ª División      | 2.º    |               |  |
| 2001-02   | 4.º   | 3.ª División      | 5.º    |               |  |
| 2002-03   | 4.º   | 3.ª División      | 7.º    |               |  |
| 2003-04   | 4.º   | 3.ª División      | 5.º    |               |  |
| 2004-05   | 4.º   | 3.ª División      | 13.º   |               |  |
| 2005-06   | 4.º   | 3.ª División      | 7.º    |               |  |
| 2006-07   | 4.º   | 3.ª División      | 5.º    |               |  |
| 2007-08   | 4.º   | 3.ª División      | 9.º    |               |  |
| 2008-09   | 4.º   | 3.ª División      | 9.º    |               |  |
| 2009-10   | 4.º   | 3.ª División      | 5.º    |               |  |
| 2010-11   | 4.º   | 3.ª División      | 11.º   |               |  |
| 2011-12   | 4.º   | 3.ª División      | 2.º    |               |  |
| 2012-13   | 4.º   | 3.ª División      | 4.º    |               |  |
| 2013-14   | 4.º   | 3.ª División      | 2.º    |               |  |
| 2014-15   | 4.º   | 3.ª División      | 1.º    |               |  |
| 2015-16   | 4.º   | 3.ª División      | 1.º    | Tercera Ronda |  |
| 2016-17   | 4.º   | 3.ª División      | 3.º    | Primera Ronda |  |
| 2017-18   | 4.º   | 3.ª División      | 3.º    |               |  |
| 2018-19   | 4.º   | 3.ª División      | 2.º    |               |  |
| 2019-20   | 4.º   | 3.ª División      | 1.º    | Primera Ronda |  |
| 2020-21   | 3.º   | 2.ª División B    | 13.º   | Primera Ronda |  |
| 2021-22   | 4º    | 2.ª División RFEF | 13.º   |               |  |
| 2022-23   | 4.º   | 2.ª Federación    | 15.º   |               |  |
| 2023-24   | 5.º   | 3.ª Federación    | 2.º    |               |  |
| 2024-25   | 4.º   | 2.ª Federación    |        |               |  |

- Ascenso,  Descenso,  Descenso administrativo.
- La Segunda RFEF se introduce en la temp 2021/22 como 4 categoría del futbol Español.
- La Segunda División B de España se introduce en 1977 como categoría intermedia entre la Segunda y la Tercera División.
- La Regional Preferente de Cantabria de España se introduce en 1974 como categoría intermedia entre la Tercera División y la Primera Regional de Cantabria.

## Palmarés
| Competición                            | Títulos                                     | Subcampeonatos                              |
| -------------------------------------- | ------------------------------------------- | ------------------------------------------- |
| Campeón de Tercera (4/5)               | 1988-89, 2014-15, 2015-16, 2019-20          | 1990-91, 2000-01, 2011-12, 2013-14, 2018-19 |
| Campeón de Preferente (0/1)            |                                             | 1982-83                                     |
| Campeón de Regional (5/?)              | 1955-56, 1963-64, 1968-69, 1971-72, 1974-75 | 1953-54                                     |
| Campeonato de Cantabria de Aficionados | 1959, 1962 y 1966                           |                                             |

- Fase autonómica de la Copa RFEF (2): 2013-14 y 2023-24.
  - Subcampeón de la fase autonómica de la Copa RFEF (1): 2014-15.
- Mejor clasificación en Segunda B: 13.º (2020-2021).
- Mejor clasificación en Segunda Federación: 13.º (2021-2022).
- Mejor clasificación en la Copa del Rey: 3.ª ronda (1992-93) (2015-16).

### Trofeos amistosos
Trofeo Memorial José Antonio Terán, "Gallo": (1) 2024.

## Administración
El 24 de junio de 2018 en un proceso electoral por primera vez en la historia del club, se eligió como Presidente a José Miguel San Román Revuelta, que en el año 2022 vuelve a revalidar la presidencia, sin necesidad de repetir elecciones, al no presentarse ninguna otra candidatura.

### Directiva actual
- Presidente: Orlando Gutiérrez Callejo
- Vicepresidente: César Nates
- Secretario: Luis Sancho Rodríguez-Fraile
- Tesorero: Isaac Florentino González
- Fútbol Base: Laura Casado Cañarte
- Vocal: Ángel Tomás López
- Vocal: Miguel Osorio
- Vocal: Francisco Palacios
- Vocal: Santiago Roseñada
- Vocal: Ángel Sainz
- Vocal: Yolanda Torre Gómez
- Vocal: Sebastián Revuelta

### Lista de presidentes
1. Jesus Urrutia, 1918-1923 Olimpia Sport Club
2. Bautista Blanco
3. Florencio López López, 1927-1930 SD Laredo
4. Esteban Expósito, 1930-1936
5. Tomás de la Dehesa Blanco
6. Emiliano Martinez Hierro
7. Tomás Ruíz Memendi, 1962-1967
8. Pedro Aboitiz Romero, 1967-1969
9. Raúl Nates San Julián, 1969-1974
10. Valentín Pablo Expósito, 1974-1978
11. Rafael Sánchez Calderón 1978-1984
12. Luis M. Diego Fuentecilla, 1984-1987
13. Francisco Docal Nates, 1987-1991
14. José Felix Canovas Talledo, 1991-1995
15. José María Linaje del Campo, 1995-1999
16. Miguel Casas Martínez, 1999-2007
17. Victorino Expósito Matas, 2007-2013
18. Cesar Veci Rueda, 2013-2014
19. Fernando Linaje Campo, 2014-2018
20. José Miguel San Román Revuelta, 2018-2024
21. Orlando Gutiérrez Callejo, 2024-

## Organigrama deportivo

### Plantilla y cuerpo técnico 2024-25
- En 1.ª y 2.ª desde la temporada 1995-96 los jugadores con dorsales superiores al 25 son, a todos los efectos, jugadores del filial y como tales, podrán compaginar partidos con el primer y segundo equipo. Como exigen las normas de la LFP, los jugadores de la primera plantilla deberán llevar los dorsales del 1 al 25. Del 26 en adelante serán jugadores del equipo filial.
- Como exigen las normas de la RFEF desde la temporada 2019-20 en 2.ª B y desde la 2020-21 para 3.ª, los jugadores de la primera plantilla deberán llevar los dorsales del 1 al 22, reservándose los números 1 y 13 para los porteros y el 25 para un eventual tercer portero. Los dorsales 23, 24 y del 26 en adelante serán para los futbolistas del filial, y también serán fijos y nominales.[17]
- Un canterano debe permanecer al menos tres años en edad formativa en el club (15-21 años) para ser considerado como tal.[18][19] Un jugador de formación es un jugador extranjero formado en el país de su actual equipo entre los 15 y 21 años (Normativa UEFA).
- Según normativa UEFA, cada club solo puede tener en plantilla un máximo de tres jugadores extracomunitarios que ocupen plaza de extranjero. La lista incluye solo la principal nacionalidad de cada jugador. Algunos de los jugadores no europeos tienen doble nacionalidad de algún país de la UE:

```
Leyenda
 
* 
Canterano
: 
 
* 
Pasaporte europeo
: 
 
* 
Extracomunitario sin restricción
: 

* Extracomunitario: 
 
* 
Formación
: 

* Cedido al club: 

* Cedido a otro club: 
```

## Jugadores

### Jugadores ilustres

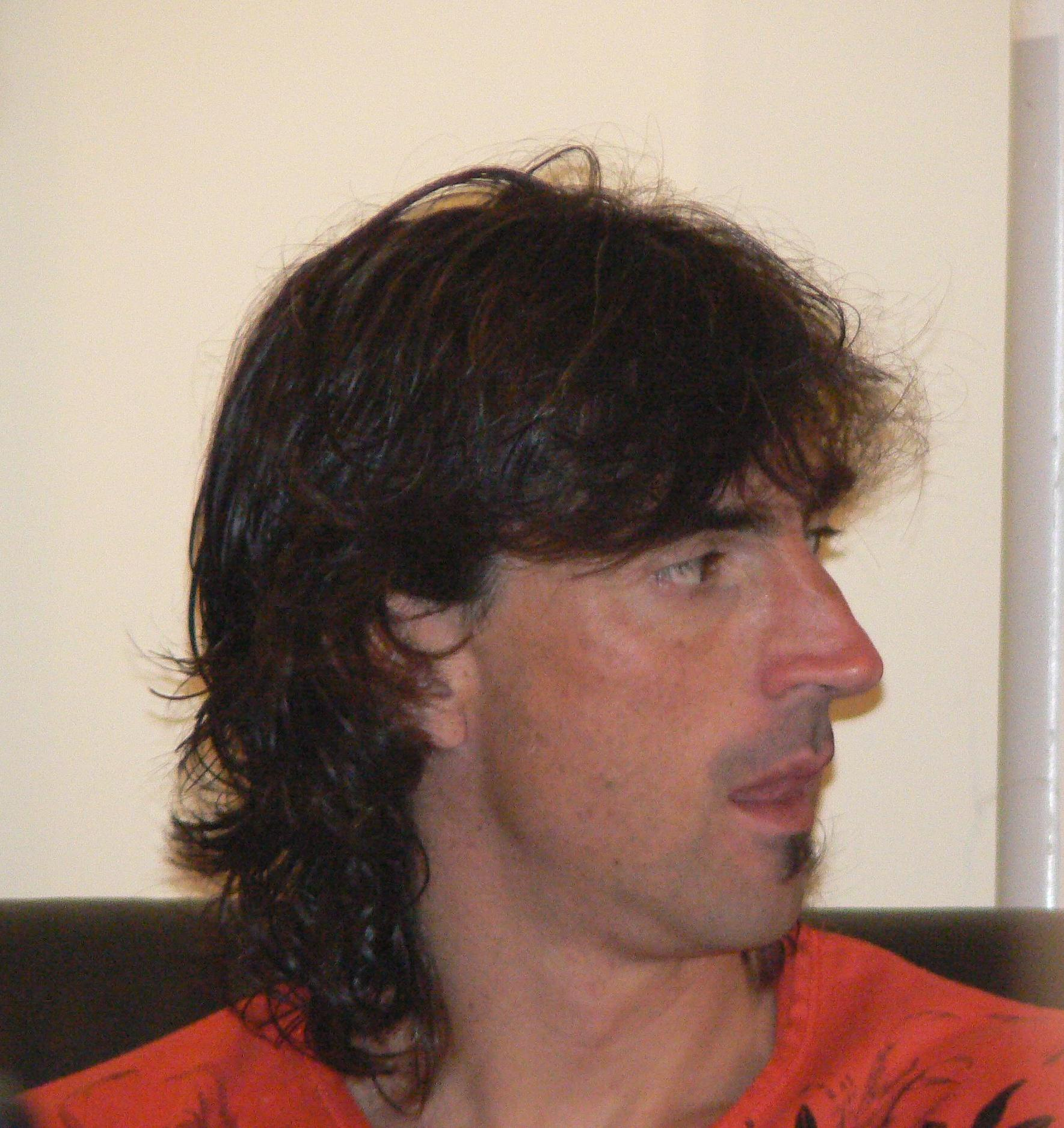
José Emilio Amavisca

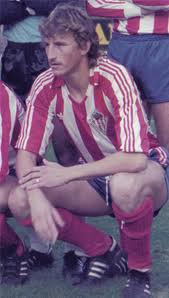
Fernando Tocornal Linares

- Amavisca
- Fernando Tocornal
- Iñaki Bollain
- Neru
- Orlando Gutierrez Callejo
- Juan Serrano Aparicio[20]
- Iosu Argoitia Gorostiaga[21]
- Imanol Ibarrondo[22]
- Ignacio García Cavada
- Felipe García Cavada
- "Poli" Revuelta
- Javi Seña[23]
- Julio Engonga[24]
- Luis Arisqueta Tocornal

## Entrenadores

### Lista de entrenadores
- ?.  Marquitos III, 1969-1970
- ?.  Martín Susilla Párraga, 1972-1973
- ?.  José Antonio Saro Palleiro 1975-1976
- ?.  Juan Miguel Reina Trujillo, 1976-1977
- ?.  Ochoa, 1986-1987
- ?.  Alfredo Pascual, 1987-1990
- ?.  Venancio, 1989-1991
- ?.  Victor Gutierrez Calle, 1991-1995, 1999-2004, 2009-2011
- ?.  Victor Gutierrez Guerrero, 2011-2013
- ?.  José Manuel Gómez Romaña "Chiri", 2014-2015
- ?.  José Gómez García, 2015-2017
- ?.  Jesus Antonio Lopez Berzosa "Arteche", 2017-2018
- ?.  Raúl Pérez Rodríguez, 2018-2020
- ?.  Manu Calleja, 2020-2021
- ?.  José Manuel Gómez Romaña "Chiri", 2021-22-01-2023[26][27]
- ?.  Iñaki Zurimendi, 24-01-2023-04-12-2023.[28]
- ?.  Mario Gutiérrez Tagle, 07-12-2023-16-12-2024.[28]
- ?.  Juanma Fernández, 18-12-2024-?.[28]

## Filial
El Laredo mantuvo en los años 70 durante cuatro temporadas un equipo filial denominado Club Deportivo Costa Esmeralda. El Costa Esmeralda comenzó en Tercera Regional la temporada 1972-73, para ir ascendiendo categorías hasta Primera Regional. Desapareció al finalizar la temporada 1975-76.
Temporadas del Costa Esmeralda
- 1972-73: Tercera Regional (1.º en el Grupo 2)
- 1973-74: Segunda Regional (5.º)
- 1974-75: Primera Regional (15.º)
- 1975-76: Segunda Regional (12.º)